# موریسیو کاگل

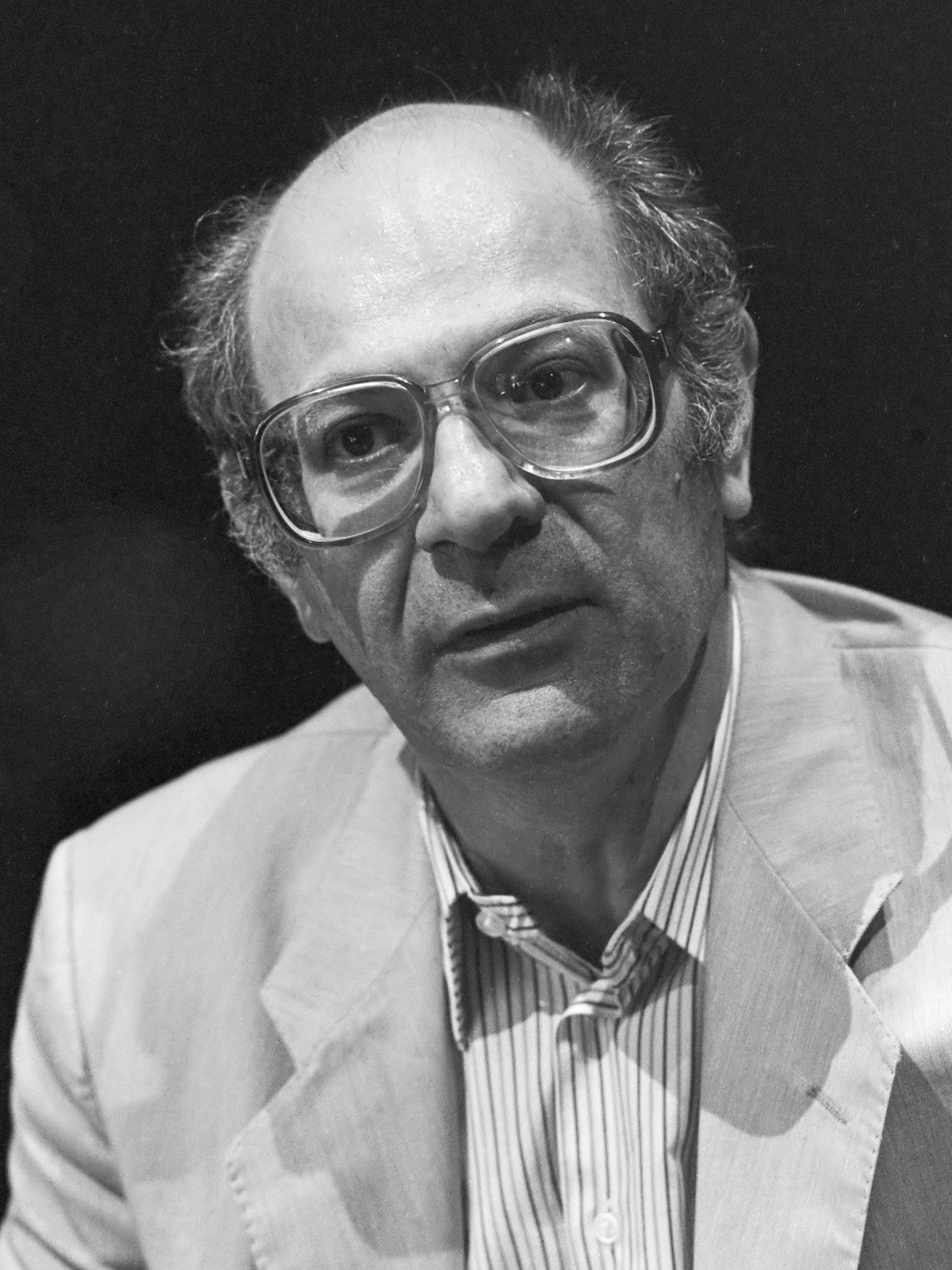
موریسیو کاگل، ۱۹۸۵

موریسیو کاگل (به آلمانی: Mauricio Kagel)، (زاده ۲۴ دسامبر ۱۹۳۱ – درگذشته ۱۸ سپتامبر ۲۰۰۸) آهنگساز آلمانی-آرژانتینی بود. او به خاطر علاقه‌اش برای گسترش جنبه تئاتری اجراهای موسیقی شناخته شده‌است.

## زندگی‌نامه
کاگل در بوئنوس آیرس، آرژانتین در خانواده‌ای یهودی که در دهه۱۹۲۵ از روسیه فرار کرده بودند به دنیا آمد. در بوئنوس آیرس او در رشته موسیقی، تاریخ ادبیات و فلسفه تحصیل کرد در سال ۱۹۵۷ به عنوان یک پژوهشگر به کلن آمده و تا آخر عمر در آنجا زندگی کرد.
از سال ۱۹۶۰ تا ۱۹۶۶ و ۱۹۷۲ تا ۱۹۷۶ در مدرسه بین‌المللی تابستانی دارمشتات تدریس کرد.
او از سال ۱۹۶۴ تا ۱۹۶۵ به عنوان استاد تئوری موسیقی در دانشگاه ایالتی نیویورک در بوفالو و به عنوان سخنران مدعو در آکادمی فیلم و تلویزیون برلین تدریس کرد. او به عنوان کارگردان رشته‌های جدید موسیقی در گوتنبرگ و کلن خدمت کرد. از سال ۱۹۷۴ تا ۱۹۹۷ استاد موسیقی جدید تئاتر در کنسرواتوری کلن بود.
در سال ۱۹۹۱ با دعوت والتر فینک، او دومین آهنگ‌ساز برجسته‌ای شد که در فستیوال موسیقی راین‌گو شرکت کرده بود.
کاگل در سال ۱۹۹۸ جایزه اراسموس و در سال ۲۰۰۰ جایزه موسیقی ارنست فان زیمنس را دریافت کرد.
او در ۱۸ سپتامبر ۲۰۰۸ بعد از یک بیماری طولانی در سن ۷۶ سالگی در شهر کلن از دنیا رفت.